# Trae Young
Rayford Trae Young (Lubbock, Texas, 19 de septiembre de 1998) es un baloncestista estadounidense que pertenece a la plantilla de los Atlanta Hawks de la NBA. Con 1,85 metros de estatura, juega en la posición de base.

## Trayectoria deportiva

### Primeros años
Young asistió a la Norman North High School en Norman (Oklahoma), donde en su temporada sénior promedió 42,6 puntos, 4,1 asistencias y 5,8 rebotes por partido, siendo considerado el segundo mejor base del país por la ESPN y el tercero por 247Sports y Scout.com. Fue seleccionado para disputar el McDonald's All-American Game, siendo el cuarto jugador que acabaría jugando con los Oklahoma Sooners en participar en ese evento, uniéndose a Blake Griffin, Wayman Tisdale y Jeff Webster.

### Universidad

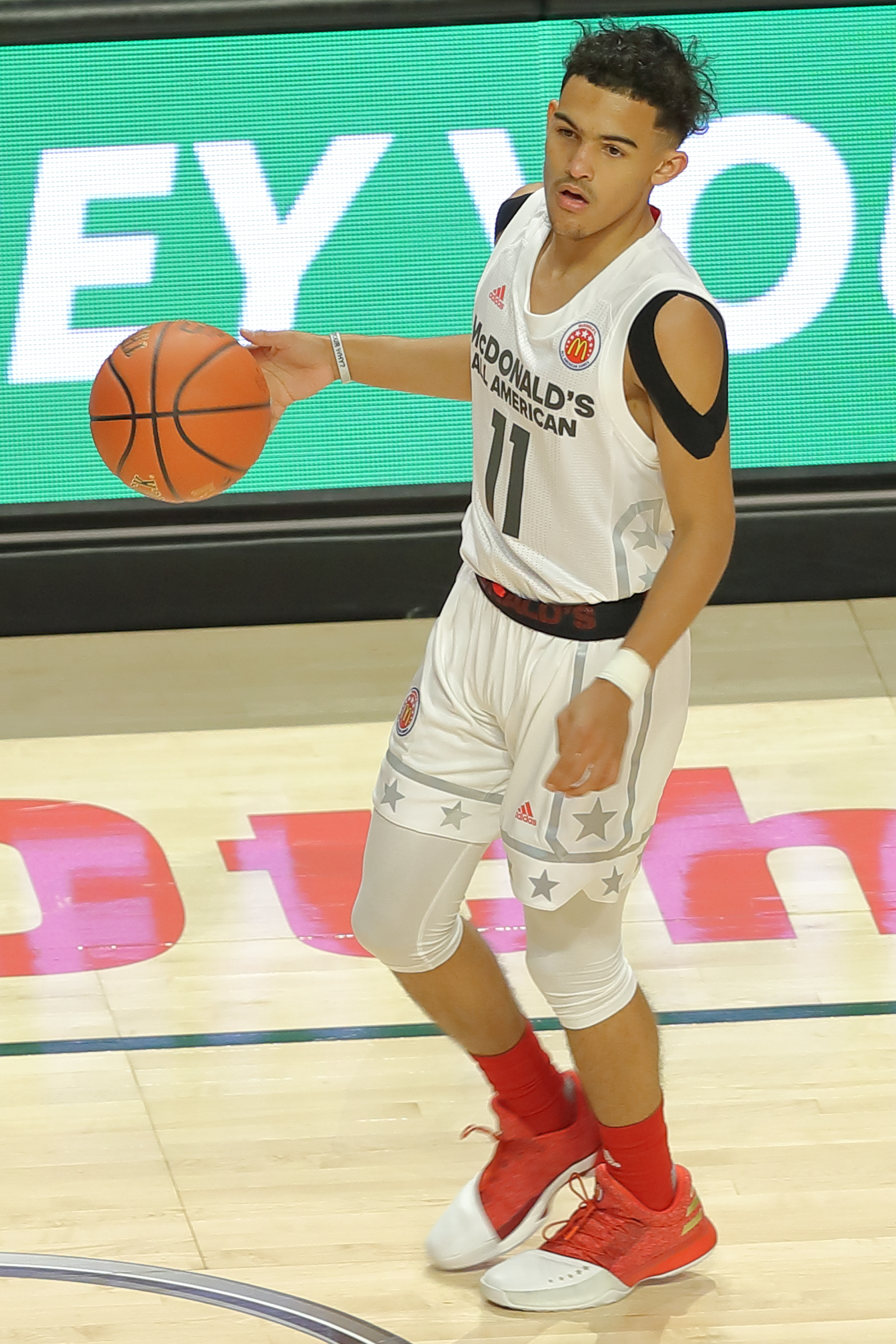
Young en el McDonald's All-American Game 2017.

Jugó una temporada con los Sooners de la Universidad de Oklahoma, en las que promedió 27,4 puntos, 8,7 asistencias, 3,9 rebotes y 1,7 robos de balón por partido. Al término de la temporada, Young lideró el país en varias estadísticas, como asistencias (271), puntos (848), puntos por partido (27,4) y asistencias por partido (8,7) aunque también en número de pérdidas de balón (161). Fue el ganador del Premio USBWA al Freshman Nacional del Año. Fue elegido también Novato del Año e incluido en el mejor quinteto de la Big 12 Conference, además de ser elegido All-American consensuado.
Tras la finalización del Torneo de la NCAA 2018, anunció su intención de renunciar a los tres años de universidad que le quedaban, presentándose al Draft de la NBA, donde aparece como un posible primera ronda.

#### Estadísticas
|  | Líder de la Division I de la NCAA |

| Año     | Equipo   | PJ | PT | MPP  | %TC  | %3P  | %TL  | RPP | APP | ROB | TPP | PPP  |
| ------- | -------- | -- | -- | ---- | ---- | ---- | ---- | --- | --- | --- | --- | ---- |
| 2017–18 | Oklahoma | 32 | 32 | 35.4 | .423 | .361 | .861 | 3.9 | 8.7 | 1.7 | .3  | 27.4 |

### Profesional

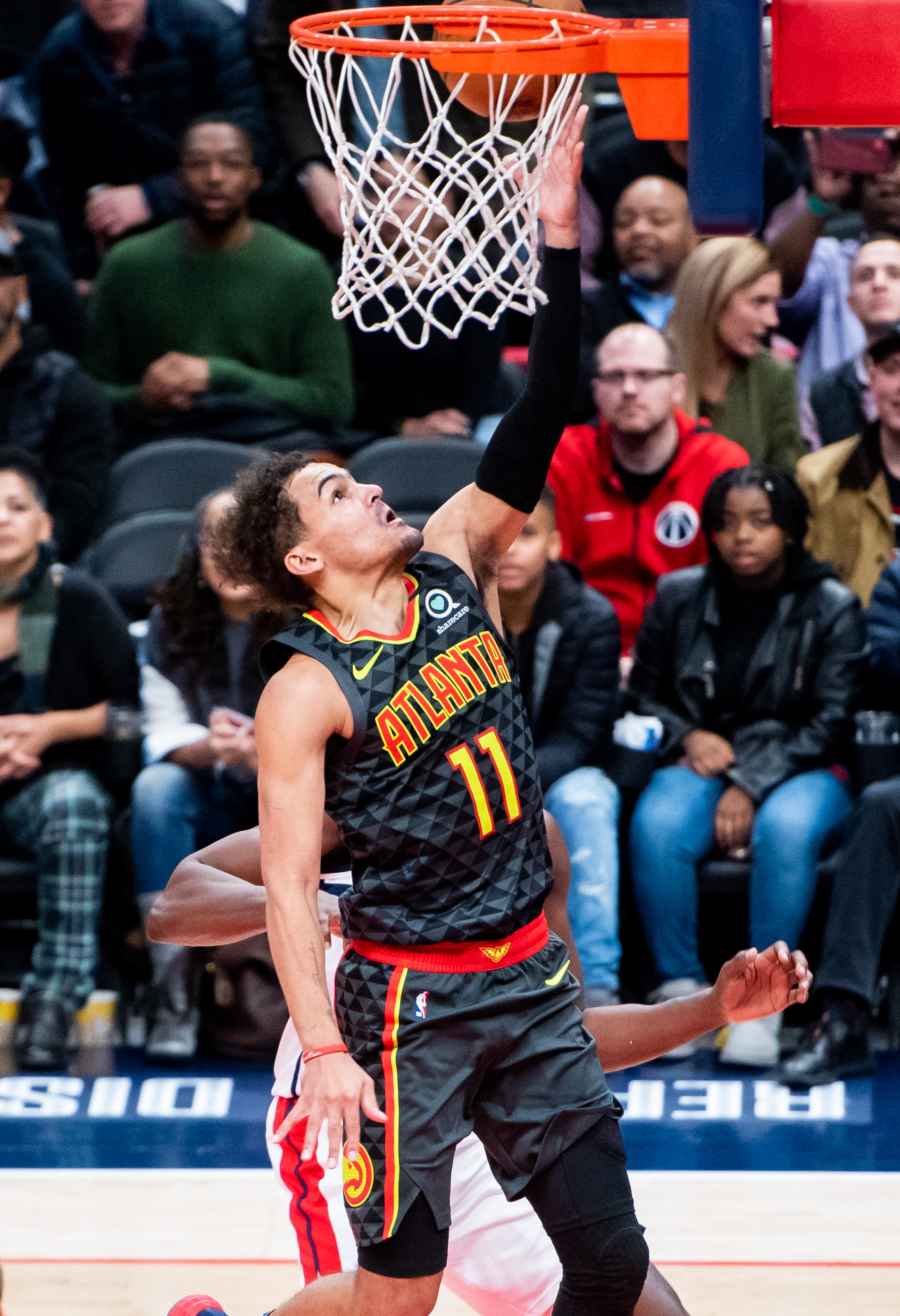
Young con Atlanta en 2020.

Fue elegido en la quinta posición del Draft de la NBA por los Dallas Mavericks, pero fue traspasado esa misma noche a Atlanta Hawks junto con una futura primera ronda del draft protegida a cambio de Luka Dončić.
Titular indiscutible desde su llegada a Atlanta, el 21 de octubre de 2018, en su tercer partido, anotó 35 puntos y 11 asistencias en la victoria ante Cleveland Cavaliers. El 19 de noviembre, repartió 17 asistencias ante Los Angeles Clippers. El 27 de febrero, registró 36 puntos y 10 asistencias contra Minnesota Timberwolves. Y el 1 de marzo, alcanzó su techo de la temporada con 49 puntos y 16 asistencias ante Chicago Bulls.
En su segunda temporada, el 24 de octubre de 2019, Young anotó 38 puntos en la victoria contra Detroit Pistons. El 29 de noviembre, de nuevo alcanzó los 49 ante Indiana Pacers. El 23 de enero de 2020, fue seleccionado para el All-Star Game de 2020 celebrado en Chicago. El 26 de enero, hizo 45 puntos y 14 asistencias contra Washington Wizards. Cuatro días después, llegó a los 39 puntos y estableció su récord personal de 18 asistencias ante Philadelphia 76ers. El 9 de febrero, anotó 48 puntos y repartió 13 asistencias ante los Knicks. El 20 de febrero, registró su récord personal de anotación con 50 puntos ante Miami Heat, incluyendo 8 triples.
Durante su tercera temporada, el 21 de abril de 2021, ante New York Knicks sufre un esguince en el tobillo izquierdo, lo que le mantendría fuera varios partidos. El 14 de junio, en el cuarto encuentro de semifinales de conferencia ante los Sixers, repartió 18 asistencias, siendo su mejor registro en playoffs. El 23 de junio, en el primer encuentro de finales de conferencia ante los Bucks, registró 48 puntos y 11 asistencias, siendo el primer jugador de los Hawks en conseguir más de 40 puntos y 10 asistencias en postemporada.
El 2 de agosto de 2021, consigue una extensión de contrato con los Hawks por $207 millones y 5 años.
En su cuarta temporada en Atlanta, el 3 de enero de 2022, ante Portland Trail Blazers, anota 56 puntos, la máxima anotación de su carrera, y reparte 14 asistencias. El 27 de enero se anuncia su titularidad en el All-Star Game de la NBA 2022, siendo la segunda participación de su carrera. El 3 de febrero ante Phoenix Suns anota 43 puntos. El 13 de marzo ante Indiana Pacers anota 47 puntos. Al día siguiente, el 14 de marzo, consigue un doble-doble de 46 puntos y 12 asistencias. El 22 de marzo, ante los Knicks anota 45 puntos. El 30 de marzo ante Oklahoma City se va hasta los 41 puntos.
Durante su quinto año con los Hawks, el 29 de octubre de 2022, anota 42 puntos ante Milwaukee Bucks. El 25 de noviembre consigue 44 puntos ante Houston Rockets. El 26 de febrero de 2023 anota la canasta ganadora sobre la bocina ante Brooklyn Nets. El 7 de abril ante Philadelphia 76ers reparte 20 asistencias, récord de su carrera hasta ese momento.
Al comienzo de su sexta temporada en Atlanta, el 9 de noviembre de 2023, anota 41 puntos ante Orlando Magic. El 22 de noviembre anota 43 puntos ante Brooklyn Nets. El 30 de noviembre consigue un doble-doble de 45 puntos y 14 asistencias ante San Antonio Spurs. El 31 de diciembre anota 40 puntos ante Washington Wizards. El 6 de febrero de 2024 se anunció su participación como reemplazo en el All-Star Game, siendo la tercera nominación de su carrera.
Durante su séptimo año, el 18 de noviembre de 2024 ante Sacramento Kings, reparte 19 asistencias, a una de su récord personal. Días después, el 27 de noviembre ante Cleveland Cavaliers consigue 22 asistencias, récord de su carrera. El 7 de enero de 2025, ante Utah Jazz, consiguió la canasta ganadora sobre la bocina desde 15 metros. El 14 de enero anota 43 puntos ante Phoenix Suns. El 10 de febrero se anunció su participación como reemplazo en el All-Star Game, siendo la cuarta participación de su carrera. Terminó la temporada regular siendo el líder en asistencias con 11,6 por encuentro.

## Selección nacional
Young fue parte del combinado nacional de Estados Unidos Sub-18 que ganó la medalla de oro en el Campeonato FIBA Américas de 2016 disputado  en Valdivia, Chile.

## Estadísticas de su carrera en la NBA
|  | Líder de la liga |

### Temporada regular
| Año      | Equipo   | PJ  | PT  | MPP  | %TC  | %3P  | %TL  | RPP | APP  | ROB | TPP | PPP  |
| -------- | -------- | --- | --- | ---- | ---- | ---- | ---- | --- | ---- | --- | --- | ---- |
| 2018-19  | Atlanta  | 81  | 81  | 30.9 | .418 | .324 | .829 | 3.7 | 8.1  | .9  | .2  | 19.1 |
| 2019-20  | Atlanta  | 60  | 60  | 35.3 | .437 | .361 | .860 | 4.3 | 9.3  | 1.1 | .1  | 29.6 |
| 2020-21  | Atlanta  | 63  | 63  | 33.7 | .438 | .343 | .886 | 3.9 | 9.4  | .8  | .2  | 25.3 |
| 2021-22  | Atlanta  | 76  | 76  | 34.9 | .460 | .382 | .904 | 3.7 | 9.7  | .9  | .1  | 28.4 |
| 2022-23  | Atlanta  | 73  | 73  | 34.8 | .429 | .335 | .886 | 3.0 | 10.2 | 1.1 | .1  | 26.2 |
| 2023-24  | Atlanta  | 54  | 54  | 36.0 | .430 | .373 | .855 | 2.8 | 10.8 | 1.3 | .2  | 25.7 |
| 2024-25  | Atlanta  | 76  | 76  | 36.0 | .411 | .340 | .875 | 3.1 | 11.6 | 1.2 | .2  | 24.2 |
| Total    | Total    | 483 | 483 | 34.4 | .433 | .352 | .873 | 3.5 | 9.8  | 1.0 | .2  | 25.3 |
| All-Star | All-Star | 4   | 2   | 15.1 | .382 | .273 | —    | 2.5 | 8.5  | .5  | .0  | 8.0  |

### Playoffs
| Año   | Equipo  | PJ | PT | MPP  | %TC  | %3P  | %TL  | RPP | APP  | ROB | TPP | PPP  |
| ----- | ------- | -- | -- | ---- | ---- | ---- | ---- | --- | ---- | --- | --- | ---- |
| 2021  | Atlanta | 16 | 16 | 37.7 | .418 | .313 | .866 | 2.8 | 9.5  | 1.3 | .0  | 28.8 |
| 2022  | Atlanta | 5  | 5  | 37.3 | .319 | .184 | .788 | 5.0 | 6.0  | .6  | .0  | 15.4 |
| 2023  | Atlanta | 6  | 6  | 38.3 | .403 | .333 | .860 | 3.7 | 10.2 | 1.7 | .7  | 29.2 |
| Total | Total   | 27 | 27 | 37.8 | .402 | .297 | .852 | 3.4 | 9.0  | 1.2 | .1  | 26.4 |

## Vida personal
Trae tiene tres hermanos menores: Caitlyn, Camryn y Timothy. Su padre, Rayford, jugó al baloncesto en la Universidad Tecnológica de Texas.
Se casó con su novia Shelby Miller, el sábado 22 de julio de 2023 en las Bahamas.
Young ha declarado públicamente que es Cristiano.